# Résultats détaillés des championnats d'Europe d'athlétisme 1990
Résultats détaillés des Championnats d'Europe d'athlétisme 1990 de Split.
| Courses: 100 m - 200 m - 400 m - 800 m - 1 500 m - 5 000 m - 3 000 m - 10 000 m - Marathon Obstacles: 100 m haies - 110 m haies - 400 m haies - 3 000 m steeple Marche: 20 km - 10 km - 50 km Sauts: Hauteur - Longueur - Triple saut - Perche Lancers: Javelot - Disque - Poids - Marteau Relais: 4 × 100 m - 4 × 400 m Epreuves combinées: Décathlon - Heptathlon Tableau des médailles - Légende |

## Résultats

### 100 m
| Rang | Pays               | Athlète            | Temps   |
| ---- | ------------------ | ------------------ | ------- |
| 1    | Royaume-Uni        | Linford Christie   | 10 s 00 |
| 2    | France             | Daniel Sangouma    | 10 s 04 |
| 3    | Royaume-Uni        | John Regis         | 10 s 07 |
| 4    | France             | Bruno Marie-Rose   | 10 s 10 |
| 5    | France             | Max Morinière      | 10 s 15 |
| 6    | Royaume-Uni        | Darren Braithwaite | 10 s 27 |
| 7    | Union soviétique   | Vladimir Krylov    | 10 s 30 |
| 8    | Allemagne de l'Est | Steffen Görmer     | 10 s 42 |

| Rang | Pays                 | Athlète              | Temps   |
| ---- | -------------------- | -------------------- | ------- |
| 1    | Allemagne de l'Est   | Katrin Krabbe        | 10 s 89 |
| 2    | Allemagne de l'Est   | Silke Möller         | 11 s 10 |
| 3    | Allemagne de l'Est   | Kerstin Behrendt     | 11 s 17 |
| 4    | Union soviétique     | Nadezhda Raschupkina | 11 s 26 |
| 5    | France               | Odiah Sidibé         | 11 s 40 |
| 6    | Union soviétique     | Irina Sergeyeva      | 11 s 40 |
| 7    | Allemagne de l'Ouest | Ulrike Sarvari       | 11 s 41 |
| 8    | Royaume-Uni          | Stephanie Douglas    | 11 s 46 |

### 200 m
| Rang | Pays             | Athlète               | Temps   |
| ---- | ---------------- | --------------------- | ------- |
| 1    | Royaume-Uni      | John Regis            | 20 s 11 |
| 2    | France           | Jean-Charles Trouabal | 20 s 31 |
| 3    | Royaume-Uni      | Linford Christie      | 20 s 33 |
| 4    | Italie           | Stefano Tilli         | 20 s 66 |
| 5    | Bulgarie         | Nikolay Antonov       | 20 s 68 |
| 6    | Union soviétique | Oleg Fatun            | 20 s 77 |
| 7    | Belgique         | Patrick Stevens       | 20 s 80 |
| 8    | Italie           | Sandro Floris         | 20 s 84 |

| Rang | Pays                 | Athlète           | Temps   |
| ---- | -------------------- | ----------------- | ------- |
| 1    | Allemagne de l'Est   | Katrin Krabbe     | 21 s 95 |
| 2    | Allemagne de l'Est   | Heike Drechsler   | 22 s 19 |
| 3    | Union soviétique     | Galina Malchugina | 22 s 23 |
| 4    | Espagne              | Sandra Myers      | 22 s 38 |
| 5    | Allemagne de l'Ouest | Silke Knoll       | 22 s 40 |
| 6    | Union soviétique     | Yelena Bykova     | 22 s 49 |
| 7    | Allemagne de l'Est   | Sabine Günther    | 22 s 51 |
| 8    | Allemagne de l'Ouest | Andrea Thomas     | 23 s 01 |

### 400 m
| Rang | Pays                 | Athlète            | Temps   |
| ---- | -------------------- | ------------------ | ------- |
| 1    | Royaume-Uni          | Roger Black        | 45 s 08 |
| 2    | Allemagne de l'Est   | Thomas Schönlebe   | 45 s 13 |
| 3    | Allemagne de l'Est   | Jens Carlowitz     | 45 s 27 |
| 4    | Espagne              | Cayetano Cornet    | 45 s 30 |
| 5    | Allemagne de l'Ouest | Norbert Dobeleit   | 45 s 42 |
| 6    | Yougoslavie          | Slobodan Brankovic | 45 s 49 |
| 7    | Yougoslavie          | Nenad Djurovic     | 46 s 19 |
| 8    | Pologne              | Tomasz Jedrusik    | 46 s 25 |

| Rang | Pays               | Athlète             | Temps   |
| ---- | ------------------ | ------------------- | ------- |
| 1    | Allemagne de l'Est | Grit Breuer         | 49 s 50 |
| 2    | Allemagne de l'Est | Petra Schersing     | 50 s 51 |
| 3    | France             | Marie-José Pérec    | 50 s 84 |
| 4    | Allemagne de l'Est | Annett Hesselbarth  | 51 s 14 |
| 5    | Royaume-Uni        | Linda Keough        | 51 s 22 |
| 6    | Union soviétique   | Lyudmila Dzhigalova | 51 s 31 |
| 7    | Union soviétique   | Marina Shmonina     | 51 s 67 |
| 8    | France             | Viviane Dorsile     | 52 s 11 |

### 800 m
| Rang | Pays             | Athlète          | Temps         |
| ---- | ---------------- | ---------------- | ------------- |
| 1    | Royaume-Uni      | Tom McKean       | 1 min 44 s 76 |
| 2    | Royaume-Uni      | David Sharpe     | 1 min 45 s 59 |
| 3    | Pologne          | Piotr Piekarski  | 1 min 45 s 76 |
| 4    | Union soviétique | Andrey Sudnik    | 1 min 45 s 81 |
| 5    | Yougoslavie      | Slobodan Popovic | 1 min 45 s 90 |
| 6    | Italie           | Tonino Viali     | 1 min 46 s 07 |
| 7    | Italie           | Giuseppe D'Urso  | 1 min 47 s 29 |
| 8    | Royaume-Uni      | Matthew Yates    | 1 min 48 s 42 |

| Rang | Pays               | Athlète            | Temps         |
| ---- | ------------------ | ------------------ | ------------- |
| 1    | Allemagne de l'Est | Sigrun Wodars      | 1 min 55 s 87 |
| 2    | Allemagne de l'Est | Christine Wachtel  | 1 min 56 s 11 |
| 3    | Union soviétique   | Liliya Nurutdinova | 1 min 57 s 39 |
| 4    | Pays-Bas           | Ellen van Langen   | 1 min 57 s 57 |
| 5    | Roumanie           | Ella Kovacs        | 1 min 58 s 33 |
| 6    | Roumanie           | Tudorita Chidu     | 1 min 59 s 09 |
| 7    | Union soviétique   | Lyubov Gurina      | 1 min 59 s 59 |
| 8    | Royaume-Uni        | Diane Edwards      | 2 min 02 s 62 |

### 1 500 m
| Rang | Pays               | Athlète            | Temps         |
| ---- | ------------------ | ------------------ | ------------- |
| 1    | Allemagne de l'Est | Jens-Peter Herold  | 3 min 38 s 35 |
| 2    | Italie             | Gennaro Di Napoli  | 3 min 38 s 60 |
| 3    | Portugal           | Mário Silva        | 3 min 38 s 73 |
| 4    | Royaume-Uni        | Peter Elliott      | 3 min 39 s 07 |
| 5    | Royaume-Uni        | Steve Cram         | 3 min 39 s 08 |
| 6    | Espagne            | José Luis González | 3 min 39 s 15 |
| 7    | Pays-Bas           | Han Kulker         | 3 min 39 s 85 |
| 8    | Suisse             | Markus Hacksteiner | 3 min 40 s 44 |

| Rang | Pays               | Athlète            | Temps         |
| ---- | ------------------ | ------------------ | ------------- |
| 1    | Yougoslavie        | Snežana Pajkić     | 4 min 08 s 12 |
| 2    | Allemagne de l'Est | Ellen Kiessling    | 4 min 08 s 67 |
| 3    | Suisse             | Sandra Gasser      | 4 min 08 s 89 |
| 4    | Union soviétique   | Lyudmila Rogachova | 4 min 10 s 06 |
| 5    | Roumanie           | Ellen Fidatov      | 4 min 10 s 87 |
| 6    | Roumanie           | Doina Melinte      | 4 min 10 s 91 |
| 7    | Allemagne de l'Est | Yvonne Mai         | 4 min 10 s 99 |
| 8    | Tchécoslovaquie    | Jana Kuceríková    | 4 min 11 s 67 |

### 5 000 m/3 000 m
| Rang | Pays        | Athlète           | Temps          |
| ---- | ----------- | ----------------- | -------------- |
| 1    | Italie      | Salvatore Antibo  | 13 min 22 s 00 |
| 2    | Royaume-Uni | Gary Staines      | 13 min 22 s 45 |
| 3    | Pologne     | Slawomir Majusiak | 13 min 22 s 92 |
| 4    | Portugal    | Dionisio Castro   | 13 min 23 s 99 |
| 5    | Suède       | Jonny Danielsson  | 13 min 24 s 16 |
| 6    | Finlande    | Risto Ulmala      | 13 min 25 s 08 |
| 7    | Italie      | Stefano Mei       | 13 min 27 s 13 |
| 8    | Finlande    | Harri Hänninen    | 13 min 28 s 22 |

| Rang | Pays             | Athlète          | Performance   |
| ---- | ---------------- | ---------------- | ------------- |
| 1    | Royaume-Uni      | Yvonne Murray    | 8 min 43 s 06 |
| 2    | Union soviétique | Yelena Romanova  | 8 min 43 s 68 |
| 3    | Italie           | Roberta Brunet   | 8 min 46 s 19 |
| 4    | Union soviétique | Lyubov Kremlyova | 8 min 46 s 94 |
| 5    | Roumanie         | Margareta Keszeg | 8 min 48 s 04 |
| 6    | Finlande         | Päivi Tikkanen   | 8 min 50 s 26 |
| 7    | Hongrie          | Zita Agoston     | 8 min 51 s 07 |
| 8    | Royaume-Uni      | Sonia McGeorge   | 8 min 51 s 33 |

### 10 000 m
| Rang | Pays        | Athlète               | Performance    |
| ---- | ----------- | --------------------- | -------------- |
| 1    | Italie      | Salvatore Antibo      | 27 min 41 s 27 |
| 2    | Norvège     | Are Nakkim            | 28 min 04 s 04 |
| 3    | Italie      | Stefano Mei           | 28 min 04 s 46 |
| 4    | Espagne     | Antonio Prieto        | 28 min 05 s 35 |
| 5    | Royaume-Uni | Richard Nerurkar      | 28 min 07 s 81 |
| 6    | Espagne     | José Manuel Albentosa | 28 min 11 s 00 |
| 7    | Portugal    | Ezequiel Canário      | 28 min 11 s 95 |
| 8    | Pays-Bas    | Martin ten Kate       | 28 min 12 s 53 |

| Rang | Pays               | Athlète             | Performance    |
| ---- | ------------------ | ------------------- | -------------- |
| 1    | Union soviétique   | Yelena Romanova     | 31 min 46 s 83 |
| 2    | Allemagne de l'Est | Kathrin Ullrich     | 31 min 47 s 70 |
| 3    | France             | Annette Sergent     | 31 min 51 s 68 |
| 4    | Suède              | Midde Hamrin        | 31 min 58 s 25 |
| 5    | Italie             | Nadia Dandolo       | 32 min 02 s 37 |
| 6    | Union soviétique   | Nadezhda Galliamova | 32 min 03 s 07 |
| 7    | Pologne            | Wanda Panfil        | 32 min 06 s 01 |
| 8    | Royaume-Uni        | Jill Hunter         | 32 min 10 s 15 |

### Marathon
| Rang | Pays            | Athlète              | Performance     |
| ---- | --------------- | -------------------- | --------------- |
| 1    | Italie          | Gelindo Bordin       | 2 h 14 min 02 s |
| 2    | Italie          | Pier Giovanni Poli   | 2 h 14 min 55 s |
| 3    | France          | Dominique Chauvelier | 2 h 15 min 20 s |
| 4    | Italie          | Salvatore Bettiol    | 2 h 17 min 45 s |
| 5    | Espagne         | José Montiel         | 2 h 17 min 51 s |
| 6    | Royaume-Uni     | Geoff Wightman       | 2 h 18 min 01 s |
| 7    | Tchécoslovaquie | Karel David          | 2 h 18 min 05 s |
| 8    | Portugal        | Manuel Matias        | 2 h 18 min 52 s |

| Rang | Pays             | Athlète            | Performance     |
| ---- | ---------------- | ------------------ | --------------- |
| 1    | Portugal         | Rosa Mota          | 2 h 31 min 27 s |
| 2    | Union soviétique | Valentina Yegorova | 2 h 31 min 32 s |
| 3    | France           | Maria Rebelo-Lelut | 2 h 35 min 51 s |
| 4    | Italie           | Emma Scaunich      | 2 h 37 min 19 s |
| 5    | Hongrie          | Judit Földingné    | 2 h 37 min 55 s |
| 6    | France           | Françoise Bonnet   | 2 h 39 min 04 s |
| 7    | Norvège          | Sissel Grottenberg | 2 h 39 min 21 s |
| 8    | France           | Sylviane Geffray   | 2 h 39 min 42 s |

### 110 m haies/100 m haies
| Rang | Pays                 | Athlète           | Temps   |
| ---- | -------------------- | ----------------- | ------- |
| 1    | Royaume-Uni          | Colin Jackson     | 13 s 18 |
| 2    | Royaume-Uni          | Tony Jarrett      | 13 s 21 |
| 3    | Allemagne de l'Ouest | Dietmar Koszewski | 13 s 50 |
| 4    | Pologne              | Tomasz Nagórka    | 13 s 55 |
| 5    | Union soviétique     | Vladimir Shishkin | 13 s 55 |
| 6    | France               | Philippe Tourret  | 13 s 61 |
| 7    | Union soviétique     | Sergey Usov       | 13 s 65 |
| 8    | Union soviétique     | Igors Kazanovs    | DNF     |

| Rang | Pays                 | Athlète               | Temps   |
| ---- | -------------------- | --------------------- | ------- |
| 1    | France               | Monique Ewanje-Epée   | 12 s 79 |
| 2    | Allemagne de l'Est   | Gloria Siebert        | 12 s 91 |
| 3    | Union soviétique     | Lidiya Yurkova        | 12 s 92 |
| 4    | Allemagne de l'Est   | Cornelia Oschkenat    | 12 s 94 |
| 5    | Union soviétique     | Lyudmila Narozhilenko | 12 s 97 |
| 6    | Bulgarie             | Ginka Zagorcheva      | 13 s 02 |
| 7    | Allemagne de l'Est   | Kristin Patzwahl      | 13 s 25 |
| 8    | Allemagne de l'Ouest | Gabi Lippe            | DNF     |

### 400 m haies
| Rang | Pays                 | Athlète           | Temps   |
| ---- | -------------------- | ----------------- | ------- |
| 1    | Royaume-Uni          | Kriss Akabusi     | 47 s 92 |
| 2    | Suède                | Sven Nylander     | 48 s 43 |
| 3    | Suède                | Niklas Wallenlind | 48 s 52 |
| 4    | Union soviétique     | Vadim Zadoinov    | 48 s 61 |
| 5    | France               | Stéphane Diagana  | 48 s 92 |
| 6    | Allemagne de l'Ouest | Carsten Köhrbrück | 48 s 95 |
| 7    | Espagne              | José Alonso       | 49 s 77 |
| 8    | Allemagne de l'Ouest | Edgar Itt         | 49 s 83 |

| Rang | Pays                 | Athlète               | Temps   |
| ---- | -------------------- | --------------------- | ------- |
| 1    | Union soviétique     | Tatyana Ledovskaya    | 53 s 62 |
| 2    | Suisse               | Anita Protti          | 54 s 36 |
| 3    | Suède                | Monica Westén         | 54 s 75 |
| 4    | Allemagne de l'Ouest | Gudrun Abt            | 54 s 97 |
| 5    | Union soviétique     | Margarita Pomomaryova | 55 s 22 |
| 6    | Royaume-Uni          | Sally Gunnell         | 55 s 45 |
| 7    | Espagne              | Cristina Pérez        | 56 s 09 |
| 8    | Allemagne de l'Est   | Petra Krug            | DNS     |

### 3 000 m steeple
| Rang | Pays               | Athlète                 | Performance   |
| ---- | ------------------ | ----------------------- | ------------- |
| 1    | Italie             | Francesco Panetta       | 8 min 12 s 66 |
| 2    | Royaume-Uni        | Mark Rowland            | 8 min 13 s 27 |
| 3    | Italie             | Alessandro Lambruschini | 8 min 15 s 82 |
| 4    | Italie             | Angelo Carosi           | 8 min 17 s 48 |
| 5    | Belgique           | William Van Dijck       | 8 min 21 s 71 |
| 6    | Royaume-Uni        | Tom Hanlon              | 8 min 21 s 73 |
| 7    | Allemagne de l'Est | Hagen Melzer            | 8 min 22 s 48 |
| 8    | France             | Bruno Le Stum           | 8 min 23 s 39 |

### 20 km marche/10 km marche
| Rang | Pays            | Athlète             | Performance     |
| ---- | --------------- | ------------------- | --------------- |
| 1    | Tchécoslovaquie | Pavol Blazek        | 1 h 22 min 05 s |
| 2    | Espagne         | Daniel Plaza        | 1 h 22 min 22 s |
| 3    | France          | Thierry Toutain     | 1 h 23 min 22 s |
| 4    | Pologne         | Robert Korzeniowski | 1 h 23 min 47 s |
| 5    | Espagne         | Valentin Massana    | 1 h 23 min 53 s |
| 6    | Italie          | Walter Arena        | 1 h 24 min 16 s |

| Rang | Pays               | Athlète            | Temps       |
| ---- | ------------------ | ------------------ | ----------- |
| 1    | Italie             | Annarita Sidoti    | 44 min 00 s |
| 2    | Union soviétique   | Olga Kardopoltseva | 44 min 06 s |
| 3    | Italie             | Ileana Salvador    | 44 min 38 s |
| 4    | Union soviétique   | Tamara Kovalenko   | 45 min 03 s |
| 5    | Finlande           | Sari Essayah       | 45 min 10 s |
| 6    | Allemagne de l'Est | Beate Anders       | 45 min 18 s |

### 50 km marche
| Rang | Pays               | Athlète             | Temps           |
| ---- | ------------------ | ------------------- | --------------- |
| 1    | Union soviétique   | Andrey Perlov       | 3 h 54 min 36 s |
| 2    | Allemagne de l'Est | Bernd Gummelt       | 3 h 56 min 33 s |
| 3    | Allemagne de l'Est | Hartwig Gauder      | 4 h 00 min 48 s |
| 4    | Espagne            | Basilio Labrador    | 4 h 02 min 05 s |
| 5    | Espagne            | José Marin          | 4 h 02 min 53 s |
| 6    | Finlande           | Valentin Kononen    | 4 h 03 min 07 s |
| 7    | Italie             | Giovanni Perricelli | 4 h 03 min 36 s |
| 8    | Italie             | Sandro Bellucci     | 4 h 03 min 46 s |

### 4 × 100 m relais
| Rang | Pays             | Athlètes                                                             | Temps        |
| ---- | ---------------- | -------------------------------------------------------------------- | ------------ |
| 1    | France           | Max Morinière Daniel Sangouma Jean-Charles Trouabal Bruno Marie-Rose | 37 s 79 (RM) |
| 2    | Royaume-Uni      | Darren Braithwaite John Regis Marcus Adam Linford Christie           | 37 s 98      |
| 3    | Italie           | Mario Longo Ezio Madonia Sandro Floris Stefano Tilli                 | 38 s 39      |
| 4    | Union soviétique | Innokentiy Zharov Vladimir Krylov Oleg Fatun Aleksandr Goremykin     | 38 s 46      |
| 5    | Hongrie          | György Bakos László Karaffa Pál Rezák Attila Kovács                  | 39 s 05      |
| 6    | Espagne          | Florencio Gascón Enrique Talavera José Javier Arqués Luis Rodríguez  | 39 s 10      |
| 7    | Portugal         | Fernando Damasio Pedro Curvelo Pedro Agostinho Luis Barroso          | 39 s 33      |

| Rang | Pays                 | Athlète                                                         | Temps   |
| ---- | -------------------- | --------------------------------------------------------------- | ------- |
| 1    | Allemagne de l'Est   | Silke Möller Katrin Krabbe Kerstin Behrendt Sabine Günther      | 41 s 68 |
| 2    | Allemagne de l'Ouest | Gabi Lippe Ulrike Sarvari Andrea Thomas Silke Knoll             | 43 s 02 |
| 3    | Royaume-Uni          | Stephanie Douglas Beverly Kinch Simone Jacobs Paula Thomas      | 43 s 32 |
| 4    | France               | Cécile Peyre Magalie Simioneck Odile Singa Odiah Sidibé         | 43 s 43 |
| 5    | Italie               | Anna Rita Balzani Maria Ruggeri Daniela Ferrian Rossella Tarolo | 43 s 71 |
| 6    | Espagne              | Yolanda Díaz Cristina Castro Carmen García Campero Sandra Myers | 44 s 36 |
| 7    | Finlande             |                                                                 | DQ      |
| 8    | Union soviétique     |                                                                 | DNF     |

### 4 × 400 m relais
| Rang | Pays                 | Athlètes                                                            | Performance   |
| ---- | -------------------- | ------------------------------------------------------------------- | ------------- |
| 1    | Royaume-Uni          | Paul Sanders Kriss Akabusi John Regis Roger Black                   | 2 min 58 s 22 |
| 2    | Allemagne de l'Ouest | Klaus Just Edgar Itt Carsten Köhrbrück Norbert Dobeleit             | 3 min 00 s 64 |
| 3    | Allemagne de l'Est   | Rico Lieder Karsten Just Thomas Schönlebe Jens Carlowitz            | 3 min 01 s 51 |
| 4    | Italie               | Andrea Montanari Vito Petrella Roberto Ribaud Andrea Nuti           | 3 min 01 s 78 |
| 5    | Yougoslavie          | Nenad Djurović Slobodan Popović Ismail Mačev Slobodan Branković     | 3 min 02 s 46 |
| 6    | Espagne              | Antonio Sánchez Cayetano Cornet Moises Fernández José Luis Palacios | 3 min 02 s 74 |
| 7    | France               | Christophe Zapata Stéphane Diagana Patrick Barré Olivier Noirot     | 3 min 03 s 33 |
| 8    | Union soviétique     | Dmitriy Golovastov Aleksey Bazarov Vadim Zadoinov Aivar Ojastu      | 3 min 04 s 17 |

| Rang | Pays                 | Athlètes                                                                | Performance   |
| ---- | -------------------- | ----------------------------------------------------------------------- | ------------- |
| 1    | Allemagne de l'Est   | Manuela Derr Annett Hesselbarth Petra Müller Grit Breuer                | 3 min 21 s 02 |
| 2    | Union soviétique     | Yelena Vinogradova Lyudmyla Dzhygalova Yelena Ruzina Tatyana Ledovskaya | 3 min 23 s 34 |
| 3    | Royaume-Uni          | Sally Gunnell Jennifer Stoute Patricia Beckford Linda Keough            | 3 min 24 s 78 |
| 4    | Allemagne de l'Ouest | Karin Janke Andrea Thomas Helga Arendt Silke Knoll                      | 3 min 25 s 12 |
| 5    | France               | Fabienne Ficher Viviane Dorsile Évelyne Élien Marie-José Pérec          | 3 min 25 s 16 |
| 6    | Suisse               | Regula Aebi Martha Grossenbacher Regula Scalabrin Anita Protti          | 3 min 29 s 94 |
| 7    | Hongrie              |                                                                         | 3 min 32 s 30 |
| 8    | Finlande             |                                                                         | 3 min 32 s 84 |

### Saut en hauteur
| Rang | Pays                 | Athlète           | Hauteur |
| ---- | -------------------- | ----------------- | ------- |
| 1    | Yougoslavie          | Dragutin Topić    | 2,34 m  |
| 2    | Union soviétique     | Aleksey Yemelin   | 2,34 m  |
| 3    | Bulgarie             | Georgi Dakov      | 2,34 m  |
| 4    | Union soviétique     | Sergey Dymchenko  | 2,31 m  |
| 4    | Royaume-Uni          | Dalton Grant      | 2,31 m  |
| 4    | Allemagne de l'Ouest | Dietmar Mögenburg | 2,31 m  |
| 7    | Italie               | Luca Toso         | 2,28 m  |
| 7    | Allemagne de l'Ouest | Ralf Sonn         | 2,28 m  |

| Rang | Pays                 | Athlète              | Hauteur |
| ---- | -------------------- | -------------------- | ------- |
| 1    | Allemagne de l'Ouest | Heike Henkel         | 1,99 m  |
| 2    | Yougoslavie          | Biljana Petrović     | 1,96 m  |
| 3    | Union soviétique     | Yelena Yelesina      | 1,96 m  |
| 4    | Autriche             | Sigrid Kirchmann     | 1,89 m  |
| 5    | Hongrie              | Judit Kovács         | 1,89 m  |
| 5    | Allemagne de l'Est   | Heike Balck          | 1,89 m  |
| 7    | Union soviétique     | Valentina Gotovskaya | 1,89 m  |
| 8    | Norvège              | Hanne Haugland       | 1,89 m  |

### Saut en longueur
| Rang | Pays                 | Athlète              | Distance |
| ---- | -------------------- | -------------------- | -------- |
| 1    | Allemagne de l'Ouest | Dietmar Haaf         | 8,25 m   |
| 2    | Espagne              | Ángel Hernández      | 8,15 m   |
| 3    | Pays-Bas             | Frans Maas           | 8,00 m   |
| 4    | Union soviétique     | Vladimir Ratushkov   | 7,99 m   |
| 5    | Finlande             | Jarmo Kärnä          | 7,95 m   |
| 6    | Italie               | Giovanni Evangelisti | 7,93 m   |
| 7    | Roumanie             | Bogdan Tudor         | 7,86 m   |
| 8    | Yougoslavie          | Sinisa Ergotic       | 7,83 m   |

| Rang | Pays               | Athlète           | Distance |
| ---- | ------------------ | ----------------- | -------- |
| 1    | Allemagne de l'Est | Heike Drechsler   | 7,30 m   |
| 2    | Roumanie           | Marieta Ilcu      | 7,02 m   |
| 3    | Allemagne de l'Est | Helga Radtke      | 6,94 m   |
| 4    | Union soviétique   | Larisa Berezhnaya | 6,93 m   |
| 5    | Union soviétique   | Yolanda Chen      | 6,90 m   |
| 6    | Union soviétique   | Inessa Kravets    | 6,85 m   |
| 7    | Royaume-Uni        | Fiona May         | 6,77 m   |
| 8    | Finlande           | Ringa Ropo        | 6,76 m   |

### Saut à la perche
| Rang | Pays             | Athlète           | Hauteur |
| ---- | ---------------- | ----------------- | ------- |
| 1    | Union soviétique | Rodion Gataullin  | 5,85 m  |
| 2    | Union soviétique | Grigoriy Yegorov  | 5,75 m  |
| 3    | Autriche         | Hermann Fehringer | 5,75 m  |
| 4    | France           | Philippe Collet   | 5,70 m  |
| 5    | Espagne          | Javier García     | 5,70 m  |
| 6    | Union soviétique | Sergueï Bubka     | 5,70 m  |
| 7    | France           | Ferenc Salbert    | 5,60 m  |
| 8    | Finlande         | Petri Peltoniemi  | 5,40 m  |

### Triple saut
| Rang | Pays               | Athlète             | Distance |
| ---- | ------------------ | ------------------- | -------- |
| 1    | Union soviétique   | Leonid Volochin     | 17,74 m  |
| 2    | Bulgarie           | Khristo Markov      | 17,43 m  |
| 3    | Union soviétique   | Ihar Lapchyne       | 17,34 m  |
| 4    | Allemagne de l'Est | Jörg Friess         | 17,01 m  |
| 5    | Allemagne de l'Est | Volker Mai          | 16,88 m  |
| 6    | Pologne            | Andrzej Grabarczyk  | 16,82 m  |
| 7    | France             | Georges Sainte-Rose | 16,81 m  |
| 8    | Union soviétique   | Oleg Protsenko      | 16,80 m  |

### Lancer du disque
| Rang | Pays                 | Athlète          | Distance |
| ---- | -------------------- | ---------------- | -------- |
| 1    | Allemagne de l'Est   | Jürgen Schult    | 64,58 m  |
| 2    | Pays-Bas             | Erik De Bruin    | 64,46 m  |
| 3    | Allemagne de l'Ouest | Wolfgang Schmidt | 64,10 m  |
| 4    | Union soviétique     | Vasiliy Kaptyukh | 63,72 m  |
| 5    | Union soviétique     | Romas Ubartas    | 63,70 m  |
| 6    | Allemagne de l'Ouest | Rolf Danneberg   | 63,08 m  |
| 7    | Tchécoslovaquie      | Imrich Bugár     | 62,36 m  |
| 8    | Hongrie              | Attila Horváth   | 62,08 m  |

| Rang | Pays                 | Athlète          | Distance |
| ---- | -------------------- | ---------------- | -------- |
| 1    | Allemagne de l'Est   | Ilke Wyludda     | 68,46 m  |
| 2    | Union soviétique     | Olga Burova      | 66,72 m  |
| 3    | Allemagne de l'Est   | Martina Hellmann | 66,66 m  |
| 4    | Allemagne de l'Est   | Gabriele Reinsch | 66,08 m  |
| 5    | Union soviétique     | Irina Yatchenko  | 65,16 m  |
| 6    | Union soviétique     | Elina Zverava    | 63,88 m  |
| 7    | Allemagne de l'Ouest | Ursula Kreutel   | 63,28 m  |
| 8    | Allemagne de l'Ouest | Dagmar Galler    | 62,08 m  |

### Lancer du poids
| Rang | Pays                 | Athlète           | Distance |
| ---- | -------------------- | ----------------- | -------- |
| 1    | Allemagne de l'Est   | Ulf Timmermann    | 21,32 m  |
| 2    | Allemagne de l'Est   | Oliver-Sven Buder | 21,01 m  |
| 3    | Norvège              | Georg Andersen    | 20,71 m  |
| 4    | Union soviétique     | Sergey Smirnov    | 20,45 m  |
| 5    | Allemagne de l'Est   | Udo Beyer         | 20,21 m  |
| 6    | Norvège              | Lars Arvid Nilsen | 20,13 m  |
| 7    | Union soviétique     | Sergey Nikolayev  | 19,97 m  |
| 8    | Allemagne de l'Ouest | Karsten Stolz     | 19,95 m  |

| Rang | Pays                 | Athlète            | Distance |
| ---- | -------------------- | ------------------ | -------- |
| 1    | Allemagne de l'Est   | Astrid Kumbernuss  | 20,38 m  |
| 2    | Union soviétique     | Natalya Lisovskaya | 20,06 m  |
| 3    | Allemagne de l'Est   | Kathrin Neimke     | 19,96 m  |
| 4    | Allemagne de l'Ouest | Claudia Losch      | 19,92 m  |
| 5    | Allemagne de l'Ouest | Iris Plotzitzka    | 19,51 m  |
| 6    | Allemagne de l'Est   | Heike Hartwig      | 18,90 m  |
| 7    | Allemagne de l'Ouest | Stephanie Storp    | 18,88 m  |
| 8    | Union soviétique     | Marina Antonyuk    | 18,82 m  |

### Lancer du javelot
| Rang | Pays             | Athlète               | Distance |
| ---- | ---------------- | --------------------- | -------- |
| 1    | Royaume-Uni      | Steve Backley         | 87,30 m  |
| 2    | Union soviétique | Viktor Zaytsev        | 83,30 m  |
| 3    | Suède            | Patrik Bodén          | 82,66 m  |
| 4    | Royaume-Uni      | Mike Hill             | 82,38 m  |
| 5    | Finlande         | Seppo Räty            | 82,18 m  |
| 6    | Union soviétique | Vladimir Ovtchinnikov | 81,78 m  |
| 7    | France           | Pascal Lefèvre        | 79,98 m  |
| 8    | Finlande         | Kimmo Kinnunen        | 79,00 m  |

| Rang | Pays                 | Athlète            | Distance |
| ---- | -------------------- | ------------------ | -------- |
| 1    | Finlande             | Päivi Alafrantti   | 67,68 m  |
| 2    | Allemagne de l'Est   | Karen Forkel       | 67,56 m  |
| 3    | Allemagne de l'Est   | Petra Felke        | 66,56 m  |
| 4    | Allemagne de l'Est   | Silke Renk         | 64,76 m  |
| 5    | Hongrie              | Katalin Hartai     | 63,52 m  |
| 6    | Allemagne de l'Ouest | Ingrid Thyssen     | 61,84 m  |
| 7    | Bulgarie             | Antoaneta Selenska | 61,24 m  |
| 8    | Grèce                | Anna Verouli       | 59,32 m  |

### Lancer du marteau
| Rang | Pays                 | Athlète           | Distance |
| ---- | -------------------- | ----------------- | -------- |
| 1    | Union soviétique     | Igor Astapkovich  | 84,14 m  |
| 2    | Hongrie              | Tibor Gécsek      | 80,14 m  |
| 3    | Union soviétique     | Igor Nikulin      | 80,02 m  |
| 4    | Allemagne de l'Est   | Günther Rodehau   | 77,90 m  |
| 5    | Bulgarie             | Plamen Minev      | 77,12 m  |
| 6    | Bulgarie             | Ivan Tanev        | 76,28 m  |
| 7    | Italie               | Enrico Sgrulletti | 75,82 m  |
| 8    | Allemagne de l'Ouest | Heinz Weis        | 75,48 m  |

### Décathlon/Heptathlon
| Rang | Pays               | Athlète           | Points    |
| ---- | ------------------ | ----------------- | --------- |
| 1    | France             | Christian Plaziat | 8 574 pts |
| 2    | Hongrie            | Dezső Szabó       | 8 436 pts |
| 3    | Allemagne de l'Est | Christian Schenk  | 8 433 pts |
| 4    | Tchécoslovaquie    | Robert Zmelík     | 8 249 pts |
| 5    | France             | Alain Blondel     | 8 216 pts |
| 6    | Espagne            | Antonio Peñalver  | 8 214 pts |
| 7    | Suisse             | Beat Gähwiler     | 8 146 pts |
| 8    | Union soviétique   | Andrey Nazarov    | 8 072 pts |

| Rang | Pays                 | Athlète              | Points    |
| ---- | -------------------- | -------------------- | --------- |
| 1    | Allemagne de l'Ouest | Sabine Braun         | 6 688 pts |
| 2    | Allemagne de l'Est   | Heike Tischler       | 6 572 pts |
| 3    | Allemagne de l'Est   | Peggy Beer           | 6 531 pts |
| 4    | Union soviétique     | Irina Belova         | 6 521 pts |
| 5    | Allemagne de l'Ouest | Christiana Scharf    | 6 390 pts |
| 6    | Union soviétique     | Remigija Nazarovienė | 6 380 pts |
| 7    | Allemagne de l'Ouest | Birgit Clarius       | 6 359 pts |
| 8    | Roumanie             | Petra Vaidianu       | 6 264 pts |

## Légende
- RM : Record du monde
- DNS : n'a pas commencé la course
- DNF : n'a pas fini la course
- DQ : disqualifiée